# Le Poujol-sur-Orb

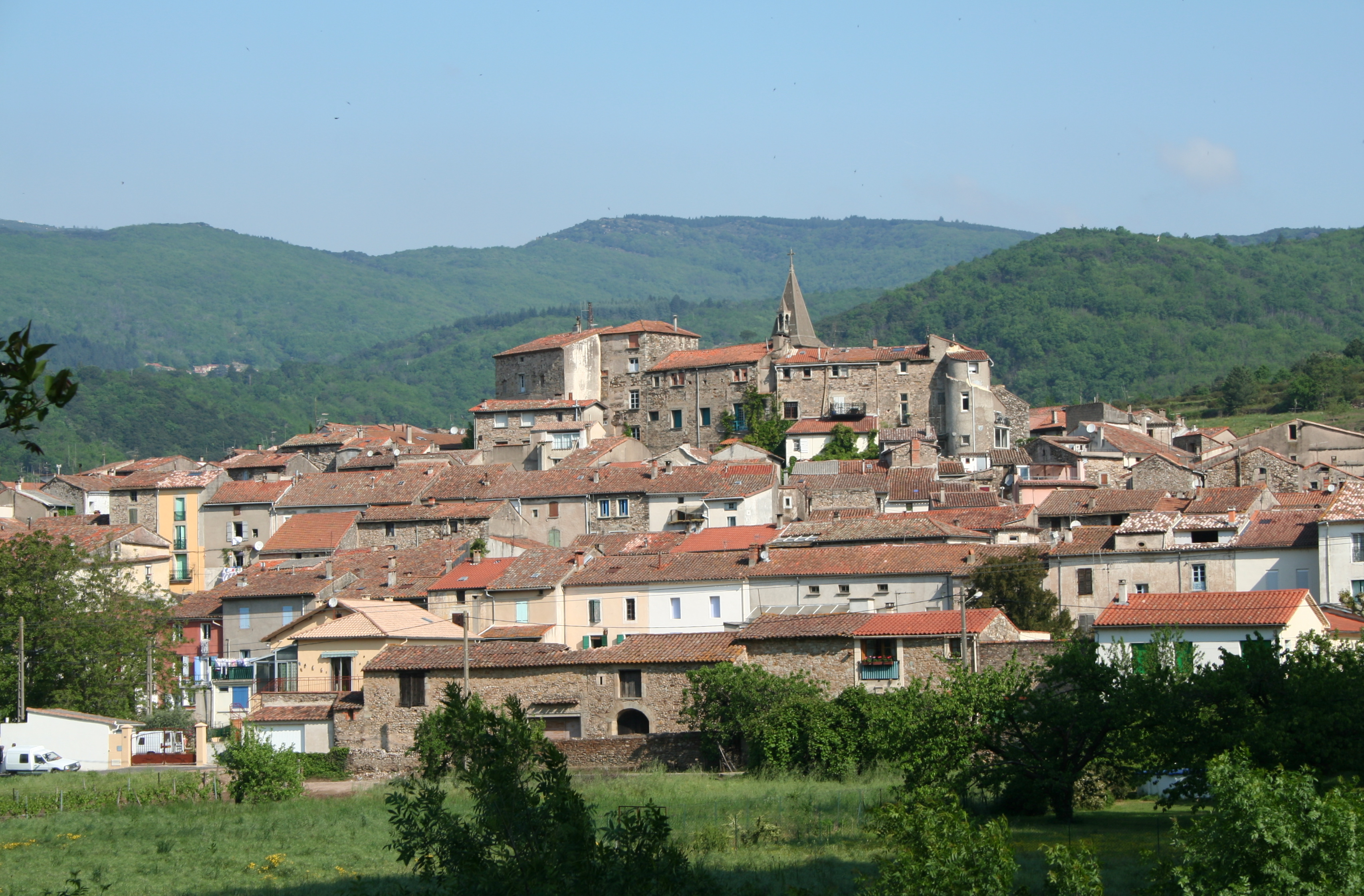
Le Poujol-sur-Orb

Le Poujol-sur-Orb – miejscowość i gmina we Francji, w regionie Oksytania, w departamencie Hérault.
Według danych na rok 1990 gminę zamieszkiwało 905 osób, a gęstość zaludnienia wynosiła 198 osób/km² (wśród 1545 gmin Langwedocji-Roussillon Le Poujol-sur-Orb plasuje się na 371. miejscu pod względem liczby ludności, natomiast pod względem powierzchni na miejscu 1031.).